# 威理博·司乃耳
威理博·斯涅尔·范羅延（Willebrord Snel van Royen；1580年6月13日—1626年10月30日），拉丁语名斯涅柳斯，是一位荷蘭天文學家、數學家和物理學家。幾個世紀以來，在西方，尤其是英語系國家，光波的折射定律都是以他命名。但是，根據最新歷史研究結果，早在西元984年的伊斯兰黄金时代（Islamic Golden Age）間，穆斯林科學家就已經發現這個定律了。

## 生平
威理博·司乃耳生於荷蘭萊頓。父親名為魯道夫·司乃耳 ()，在萊頓大學任職為數學教授。母親名為 。司乃耳的大學生涯在萊頓大學度過，主修法律。但是，他對數學發生興趣，開始研讀數學。由於他天資聰穎，才華橫溢，於1600年，萊頓大學聘請他為數學講師。1608年，司乃耳與  共締良緣
。兩人共生育教養了至少七個兒女。同年，他得到萊頓大學碩士學位。1613年，父親過世。他繼承了父親的職位，成為萊頓大學的數學教授。
1615年，他想出一種方法來測量地球半徑。應用三角測量方法 (triangulation method) 來測量同經度兩個地點之間的距離，就可以計算出地球半徑。發表於1617年，他的著作《Eratosthenes Batavus》（荷蘭埃拉托斯特尼）專門描述這方法。緯度相差一度的兩個荷蘭小鎮阿爾克馬爾和  之間的距離，他測量出是 107 公里。將這數值乘以 360 ，他估計地球圓周為 38,520 公里；實際圓周大約為 40,000 公里。
司乃耳是一位傑出的數學家。他研究出一種計算圓周率的新方法，比阿基米德割圓術更準確。阿基米德只能計算出 2 個小數位；而司乃耳可以正確地計算出 7 個小數位（後來，他的指導教授花了更多的時間，計算出來 35 個小數位）。
1621年，他重新發現了折射定律，因而命名為司乃耳定律。但是，他並沒有主動地將這定律發表出來。後來，於 1703年，克里斯蒂安·惠更斯在著作《Dioptrica》中談到這定律，才正式地將這定律的發現歸功於司乃耳。

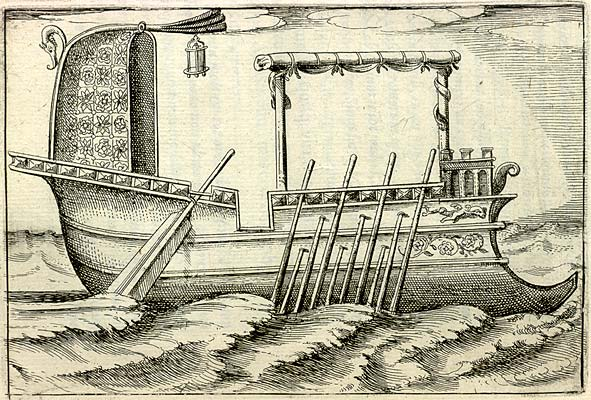
司乃耳著作《Tiphys Batavus》內中的一幅圖像

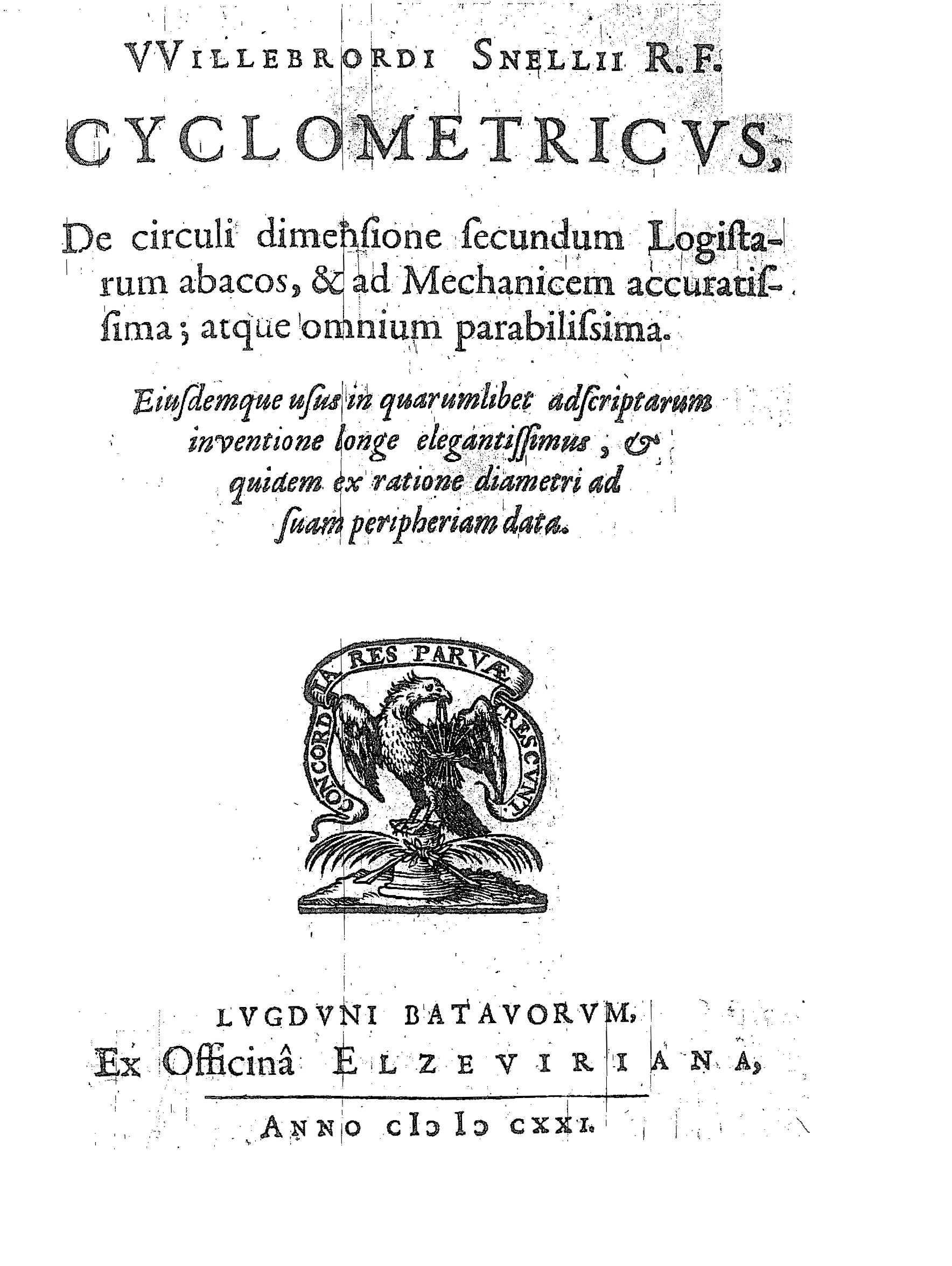
Cyclometricus, 1621

司乃耳還寫了《Cyclometria sive de circuli dimensione》(1621) 和《Tiphys Batavus》(1624) 兩本書。他是《Coeli et siderum in eo errantium observationes Hassiacae》(1618) 這本書的編輯者。這本書中列有黑森-卡塞爾區域的伯爵領主 (landgrave) 黑森-卡塞爾之威廉四世 (William IV of Hesse-Kassel) 的天文觀測數據。司乃耳所著的《Doctrina triangulorum》是一本關於三角學的數學書，在他往生以後一年才發行於世。
為了紀念司乃耳在科學方面的貢獻，月球的司乃耳隕石坑以他命名。

## 參閱
- 艾薩克·牛頓
- 約翰內斯·克卜勒
- 勒內·笛卡兒
- 幾何光學
- 圓的面積

## 外部連結
- 威理博·司乃耳在數學譜系計畫的資料。
- Struik, Dirk Jan, ,  XII, New York: Charles Scribner's Sons
- ,  VII
- Van Helden, Al, , The Galileo Project,   [2009-08-26], （原始内容存档于2020-11-28）